# Кальтенбах-им-Циллерталь
Кальтенбах-им-Циллерталь (нем. Kaltenbach (Zillertal)) — коммуна (нем. Gemeinde) в Австрии, в федеральной земле Тироль.
Входит в состав округа Швац. Площадь коммуны составляет 12,13 км², население — 1319 человек (1 января 2021), плотность населения — 109 чел./км². Официальный код — 70918.

## Население
| Год  | Численность |
| ---- | ----------- |
| 1869 | 461         |
| 1889 | 430         |
| 1890 | 394         |
| 1900 | 419         |
| 1910 | 401         |
| 1923 | 416         |
| 1934 | 500         |
| 1939 | 452         |
| 1951 | 530         |
| 1961 | 655         |
| 1971 | 791         |
| 1981 | 1042        |
| 1991 | 999         |
| 2001 | 1126        |
| 2011 | 1190        |
| 2021 | 1319        |

## Политическая ситуация
Бургомистр коммуны — Клаус Гаштейгер.